# Margaret Raine Hunt
Pour les articles homonymes, voir Hunt et Beaumont.
Margaret Hunt, née Raine le 14 octobre 1831 à Durham (Royaume-Uni) et morte en 1912, est une romancière et traductrice britannique. Elle écrit parfois sous le nom de plume Averil Beaumont.

## Biographie
Margaret Raine naît à Durham le 14 octobre 1831. Elle est la deuxième fille des quatre enfants de James Raine (en) (1791-1858), antiquaire et topographe, et de Margaret Peacock, fille aînée du révérend Thomas Peacock (1756-1851), vicaire et directeur d'école.
À l'âge de vingt ans, Margaret reçoit une formation formelle du peintre William Bell Scott, directeur de la Government School of Design de Newcastle, qui l'introduit aux idées de la confrérie préraphaélite. Mais des problèmes de vue l'empêchent de poursuivre une carrière de peintre et elle se tourne vers la littérature. Elle passera plusieurs années dans une clinique en Allemagne pour tenter de maintenir sa vision.
En 1861, elle épouse Alfred William Hunt (en), peintre. Dans les années 1880, la famille est proche d'Oscar Wilde. Ils s'installent à Londres en 1865 et gravitent au sein du mouvement des Pre-Raphaelite, proche de John Ruskin et William Morris. L'aînée du couple est la romancière Violet Hunt.
Margaret Hunt publie parfois sous le pseudonyme d'Averil Beaumont ou sous le nom de Mrs Alfred W. Hunt. Elle traduit également une édition définitive des Contes de Grimm.
Elle meurt en 1912. Sa tombe, où gisent également son époux et sa fille Violet, se trouve au cimetière de Brookwood.

## Œuvres
Margaret Hunt publie plusieurs romans, dont : 
- Magdalen Wynyard, or the provocations of a pre-Raphaelite (1872, 2 volumes)
- Thornicroft's Model (1873, 3 volumes) sous le pseudonyme Averil Beaumont
- This Indenture Witnesseth (1875, 3 volumes)[7]
- Under Seal of Confession (1874), sous le pseudonyme Averil Beaumont[8]
- The Leaden Casket (1880)[9]
- Our Grandmother's Gowns (1885)[10]
- The Governess (1912) avec Violet Hunt, préfacé par Ford Madox Brown.

En 1884, elle traduit les deux volumes des Contes de l'enfance et du foyer des frères Grimm, préfacé par Andrew Lang et publié chez Bell & Sons.